# Эгипан
Эгипан (др.-греч. Αἰγίπαν, Αἰγίπανος, «Козёл-Пан») — мифическое существо из греческой мифологии, иногда отождествляемое с Паном. Его история, по-видимому, позднего происхождения.

## Мифология
Согласно Гигину, он был сыном Зевса (по другим версиям Аполлона) и Эги (также называемой Боэтис или Экс) и был перенесен на звёзды. Другие называют Эгипана отцом Пана и заявляют, что он, как и его сын, был наполовину козлом, наполовину рыбой, похожей на сатира. Таким образом, в греческом искусстве Эгипан часто изображается в виде морского козла, мифического существа, образ которого был использован для обозначения созвездия Козерога. По одной из версий мифа, когда Зевс в состязании с титанами лишился сухожилий рук и ног, Гермес и Эгипан тайно вернули их ему и приладили на свои места. Согласно римской традиции, упомянутой Плутархом, Эгипан произошёл от кровосмесительного сношения Валерии Тускулумской и её отца Валерия и он является лишь другим именем Сильвана.

## В литературе

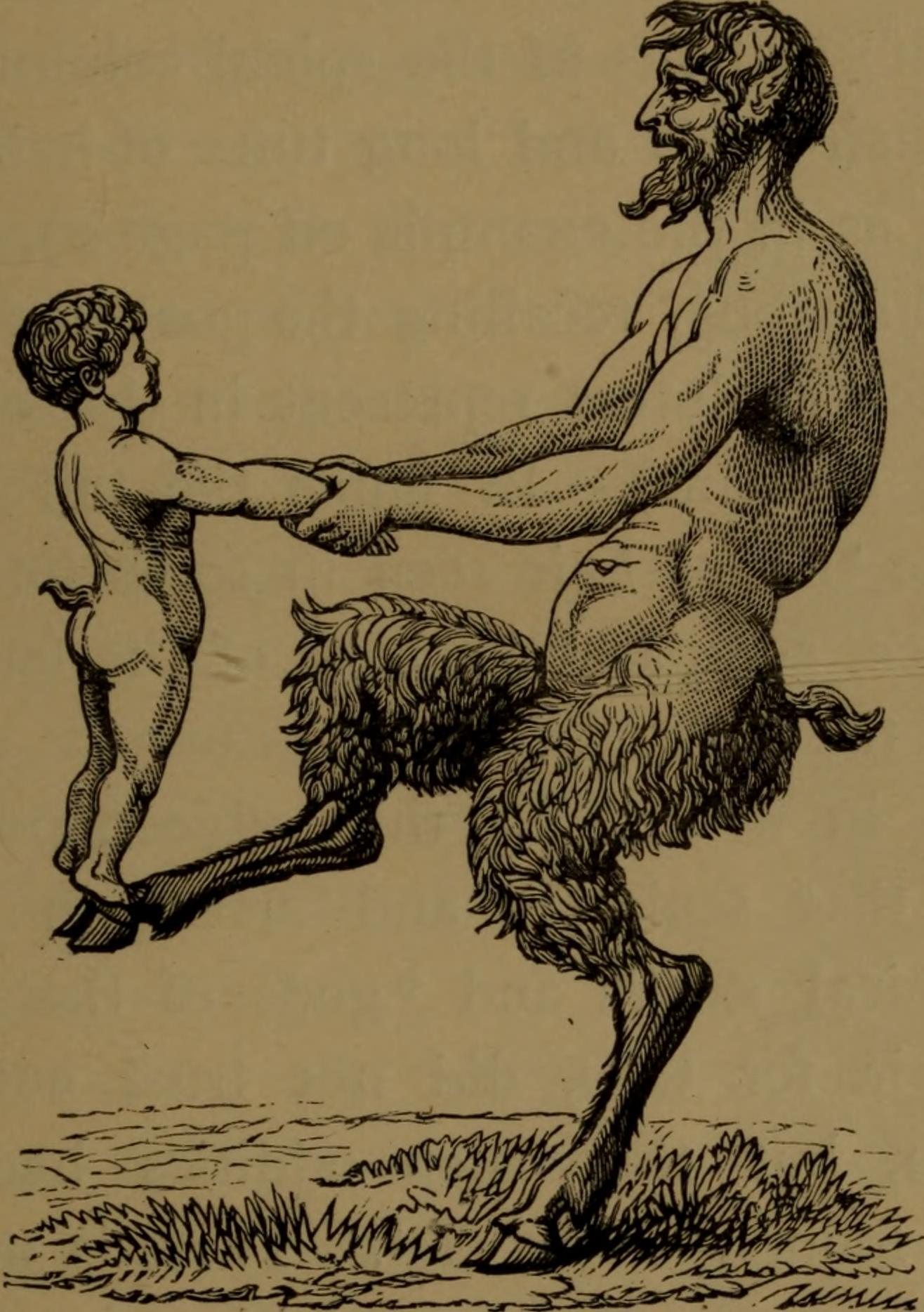
Изображение Эгипана с маленьким Паном (1890 г.)

Более поздние писатели, такие как Плиний Старший, использовали термин «эгипанцы» для описания расы диких людей, похожих на сатиров, которые, по легендам, проживали в Ливии. Это слово использовалось в средневековых бестиариях, где термины «эгипаны» и «сатиры» иногда использовались для описания обезьяноподобных или звероподобных существ. Предполагается, что прообразом эгипанов были бабуины. Эгипаны также упомянуты в книге Эдгара Аллана По «Падение дома Ашеров».